# Ain Beida
Ain Beida (em árabe: ﻋﻴﻦ اﻟﺒﻴﻀﺎء) é uma comuna localizada na província de Ouargla, Argélia. De acordo com o censo de 2008, a população total da cidade era de 19 039 habitantes.